# Традиционная роспись стекла в Березовском и Пружанском районах Брестской области

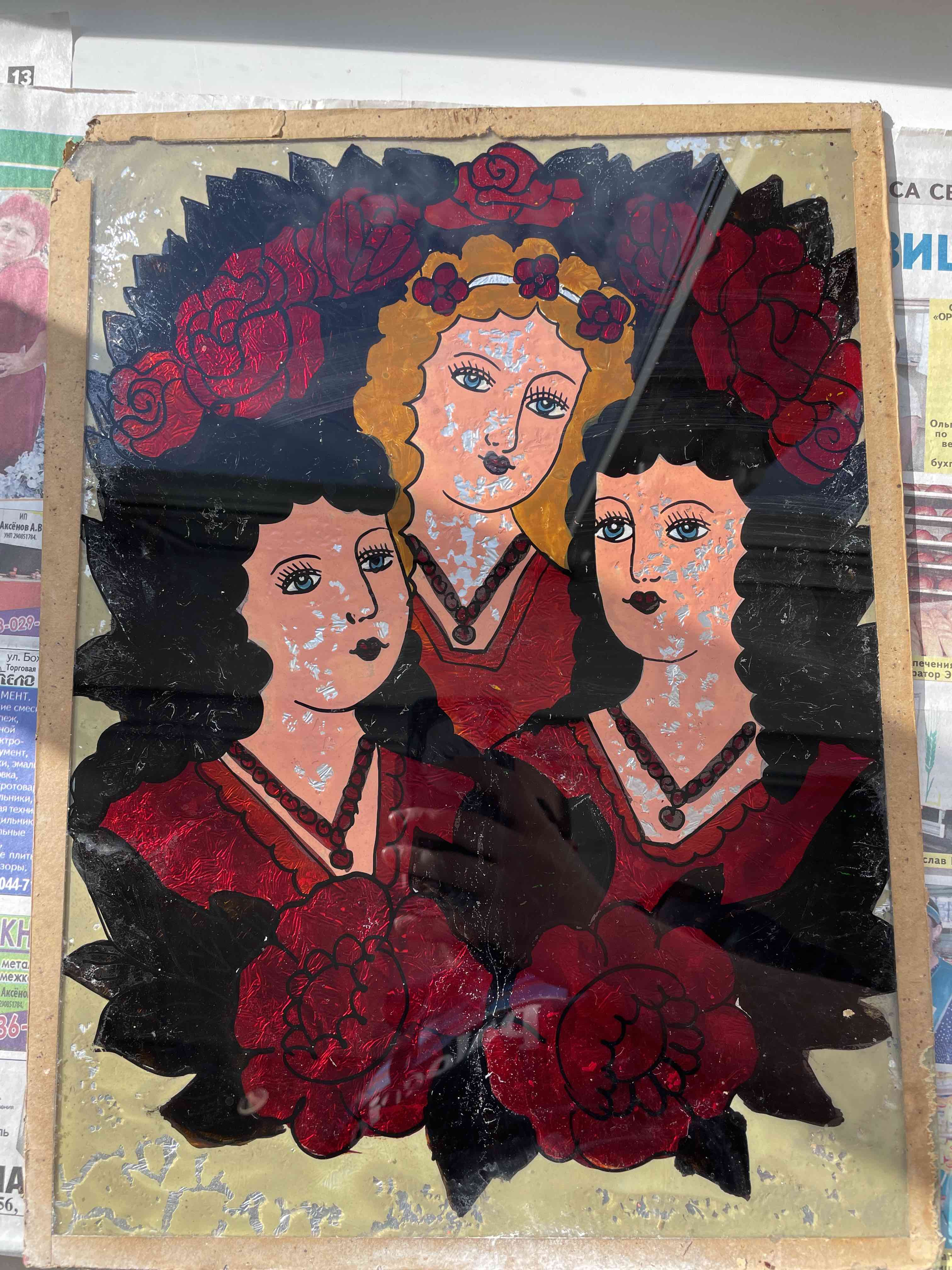
Роспись на стекле неизвестного автора

Традиционная роспись стекла в Берёзовском и Пружанском районах Брестской области — элемент белорусского народного декоративно-прикладного искусства, традиционное ремесло, элемент нематериального культурного наследия Беларуси, включенный в список историко-культурного наследия Республики 20 марта 2023 года.

## История
Роспись на стекле, как самостоятельный вид народного декоративно-прикладного искусства, оформилась в первой половине XX века, с повышением доступности в быту стекла. На протяжении 1920–1960-х годов по всей территории Беларуси наблюдался рост традиции росписи по стеклу (с наличием таких отличительных региональных особенностей, как декоративно-орнаментальные мотивы, материалы и краски). Именно в этот период расписное стекло стало обязательным элементом деревенских интерьеров.
Однако, интерес к народному ремеслу неумолимо падал до 1980-х гг. На фоне разрушения традиции, единичные мастера оставались в Берёзовском и Пружанском районах Брестской области. Благодаря их усилиям, ремесло сохранились до наших дней. Сегодня исторический ареал распространения ремесла представлен в 24 населенных пунктах в Березовском и в 17 населенных пунктах в Пружанском районах. Непосредственные контакты с поколением носителей традиции сегодня имеют 19 мастеров.

## Особенности
Традиция росписи на стекле сохраняет не только основные для ремесла принципы и техники (например, использование спектральных цветов, цветного лака, масляных, или печатных красок, с подкладкой в виде бумаги или смятой фольги), но и отличительную художественную традицию, с оригинальными приёмами исполнения, композиционными схемами и высоким уровнем стилизации растительных и анималистических форм. В общем виде, расписные стёкла районов имеют орнаментировано-декоративную структуру композиции, плоскостное решение, с соответствующим уровнем стилизации натуральной формы и многоцветностью, ограниченной локальностью использованной краски.
Типологически, в Березовском и Пружанском районах представленный все виды декоративных росписей на стекле: букеты, рамки для фотографий, пейзажи, сакральные изображения и другое.
Ольга Лобачевская разделила картины на две группы по стилю и технике исполнения: 
- близкие к народной декоративной традиции и индивидуальные по манере исполнения;
- единые по композиции и обобщенные по замыслу, сюжеты и образы которых имеют китчевый оттенок и копировальный характер[3].